# Sinchisi
La sinchisi (dal greco synkhêin mescolare), o mixtura verborum, è una figura retorica consistente in una modificazione dell'ordine sintattico normale di una frase, costituita dalla combinazione di parallelismo e di iperbato.
(Saverio Bettinelli)
(Francesco Petrarca, I Trionfi)